# Bosna
Bosna er den tredjelængste flod i Bosnien og Hercegovina. Den er 271 km lang og befinder sig kun i Bosnien. Den har sit udspring i nærheden af hovedstaden Sarajevo og løber ud i Sava, der er en biflod til Donau. Nogle af de vigtigste byer langs Bosna er Sarajevo, Zenica og Doboj. 
43°49′07″N 18°16′12″Ø / 43.8185°N 18.26997°Ø